# Orzivecchi
Orzivecchi (lombardul: Urs Vècc vagy Iurvècc) település Olaszországban, Lombardia régióban, Brescia megyében. Lakosainak száma 2449 fő (2023. január 1.). Orzivecchi Comezzano-Cizzago, Pompiano, Orzinuovi és Roccafranca községekkel határos.

## Népesség
A település lakossága az elmúlt években az alábbi módon változott:
| Lakosok száma | 2477 | 2442 | 2449 |
|               | 2017 | 2018 | 2023 |